# 어젯밤에 생긴 일
《어젯밤에 생긴 일》(영어: About Last Night, 영어: About Last Night...로 표현)은 미국에서 제작된 에드워드 즈윅 감독의 1986년 로맨틱 코미디 드라마 영화이다. 롭 로, 더미 무어, 제임스 벌루시, 엘리자베스 퍼킨스 등이 출연하였다.
2014년 주요 출연진이 케빈 하트, 마이클 일리, 리지나 홀, 조이 브라이언트 등 흑인 배우들로 구성된 리메이크 영화 《어바웃 라스트 나이트》(About Last Night)가 개봉하였다.

## 출연진
- 롭 로
- 더미 무어
- 제임스 벌루시
- 엘리자베스 퍼킨스
- 조지 디첸조
- 마이클 올드리지
- 로빈 토머스
- 메건 멀랠리
- 로재나 디소토
- 팀 캐주린스키
- 캐서린 키너